# میخائیل نیکوپورنکو
میخائیل نیکوپورنکو (روسی: Михаил Иванович Ничепуренко؛ زادهٔ ۲۷ دسامبر ۱۹۵۵) بازیکن هاکی روی چمن اهل روسیه است.